# Université Démocrite de Thrace
L’université Démocrite de Thrace est une université grecque, basée à Komotiní. Cette université publique, fondée en 1973, doit son nom au philosophe ancien Démocrite d'Abdère ; elle possède 4 campus dans 4 villes différentes (Komotini, Xanthi, Alexandroupoli, Orestiada) est constituée de 18 départements et accueille 27 000 étudiants (en 2014).